# As Allelé
As Allelé ist ein 1133 m hoher Berg in Dschibuti. Er liegt in der Region Tadjoura im Zentrum von Dschibuti.

## Geographie
Der Berg erhebt sich zusammen mit dem westlich benachbarten Marmourta nördlich des Ortes Adailou im zentralen Teil von Dschibouti. Er erreicht eine Höhe von 1306 m. Im Umkreis erheben sich außerdem die Gipfel ‘Ad‘êla (1050 m), Agôro (1047 m) und Dir (1197 m).

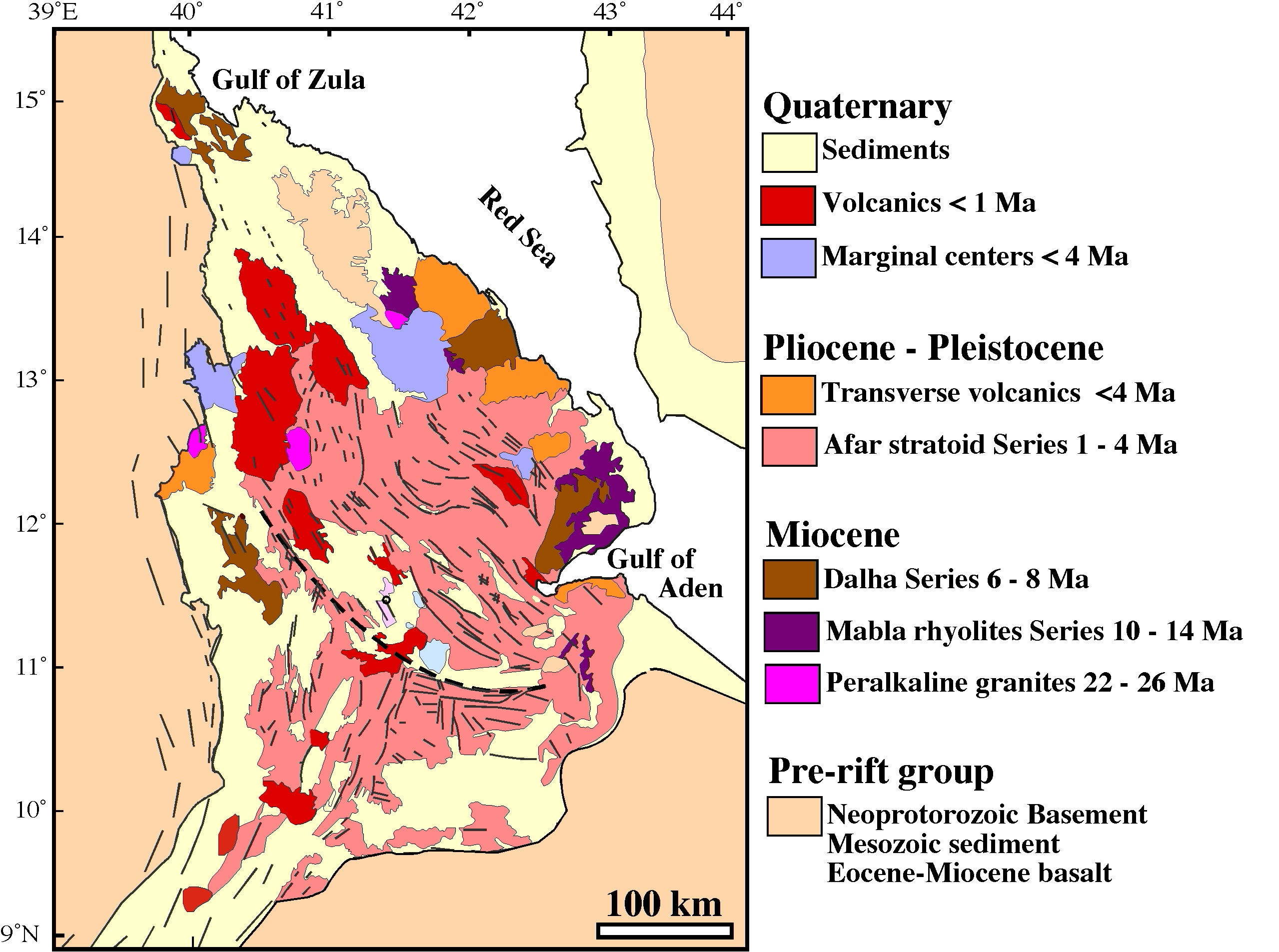
Geologie des Afar-Dreiecks.